# 현 (기하학)

직선BX인 현(chord)과 점BX의 곡선인 호(arc)

현(영어: Chord)은 원의 둘레 상의 두 점을 연결한 선분을 말한다. 원의 중심을 지나는 현이 그 원의 지름이다. 원의 중심에서 현에 내린 수선은 현의 중점을 지나며, 역으로 현의 수직이등분선은 원의 중심을 지난다. 또, 같은 원 또는 같은 크기의 원에 있어서 길이가 같은 현은 중심에서 같은 거리에 있다. 그렇다고 해서 원의 중심과 떨어진 거리에 비례하여 현의 길이가 비례하는 것은 아니다. 끝으로,일반적인 정의로서 곡선상의 2점을 잇는 선분도 현이라 한다.

## 성질
현은 원 둘레를 2개 호로 나눈다.
현은 원에 내접하는 정다각형의 한변이 될수있다.
현은 호(arc)와 함께 활꼴(circular segment)을 이룬다.

## 현과 직경과의 관계
|                                          |
| (예시) 유클리드 기하학 원론 제3권 법칙35 |

{\displaystyle {\overline {AB}}}가  원의 중심을 지나 현  {\displaystyle {\overline {CD}}}를 수직이등분할때
{\displaystyle {\overline {OC}}^{2}={\overline {CE}}^{2}+{\overline {OE}}^{2}}
{\displaystyle {\overline {OC}}={\overline {OB}}={\overline {AO}}}
{\displaystyle {\overline {OB}}={\overline {OE}}+{\overline {EB}}}
따라서
{\displaystyle {\overline {CE}}^{2}={\overline {OC}}^{2}-{\overline {OE}}^{2}}
{\displaystyle {\overline {CE}}^{2}={\overline {AO}}^{2}-{\overline {OE}}^{2}}
그리고
{\displaystyle {\overline {AO}}^{2}-{\overline {OE}}^{2}=\left({\overline {AO}}-{\overline {OE}}\right)\left({\overline {AO}}+{\overline {OE}}\right)}
{\displaystyle {\overline {AO}}^{2}-{\overline {OE}}^{2}=\left({\overline {EB}}\right)\left({\overline {AE}}\right)}
따라서
{\displaystyle \left({\overline {CE}}\right)\left({\overline {CE}}\right)=\left({\overline {EB}}\right)\left({\overline {AE}}\right)}
{\displaystyle \left({\overline {CE}}\right)\left({\overline {ED}}\right)=\left({\overline {EB}}\right)\left({\overline {AE}}\right)}이다.
이렇게 현의 길이와 직경(지름)의 길이는 일대일 대응한다.

## 정다각형과 현
단위원에 내접하는 정다각형의 한변인  현의 길이
| 정다각형(n) | 변심거리                                                           | 현의 길이                                                        |
| 3           | {\displaystyle {{1} \over {2}}}                                    | {\displaystyle {\sqrt {3}}}                                      |
| 4           | {\displaystyle {{\sqrt {2}} \over {2}}}                            | {\displaystyle {\sqrt {2}}}                                      |
| 5           | {\displaystyle {\sqrt {{5+2{\sqrt {5}}} \over {10+2{\sqrt {5}}}}}} | {\displaystyle {{2{\sqrt {5}}} \over {\sqrt {10+2{\sqrt {5}}}}}} |
| 6           | {\displaystyle {{\sqrt {3}} \over {2}}}                            | {\displaystyle {\sqrt {1}}}                                      |
| 8           | 예시                                                               | {\displaystyle {\sqrt {2-{\sqrt {2}}}}}                          |
| 12          | 예시                                                               | {\displaystyle {{{\sqrt {6}}-{\sqrt {2}}} \over {2}}}            |

## 같이 보기
- 할선
- 접선
- 톨레미 정리
- 부채꼴
- 아크탄젠트
- 베르트랑의 역설 (확률)